# Vijay Raghav Rao
Vijay Raghav Rao (Telugu ఏల్చూరి విజయరాఘవ రావు; * 3. November 1925 in Madras; † 29. November 2011 in Fairfax, Virginia) war ein indischer Flötist, Komponist und Musikpädagoge.

## Leben
Rao spielte seit seiner Kindheit die Bambusquerflöte Bansuri. In seiner Jugend spielte er Musik zum klassischen indischen Tanz und südindische karnatische Musik. 1945 lernte er den Sitarmeister Ravi Shankar kennen, der sein Lehrer wurde und mit dem er mehr als dreißig Jahre zusammenarbeitete. Unter dessen Einfluss wandte er sich der klassischen nordindischen Musik zu.
1947 dirigierte Rao bei der Unabhängigkeitsfeier Indiens in Delhi die indische Nationalhymne. Über Jahrzehnte leitete er die Filmabteilung von All India Radio, und er komponierte in den 1960er und 1970er Jahren Musik zu mehreren Kino- und Fernsehfilmen. Er unternahm internationale Tourneen und spielte Alben mit Musikern wie Alla Rakha, Anindo Chatterjee und Sabir Khan ein. Daneben schrieb er Ballettmusiken und choreographierte, komponierte klassische indische Musik, verfasste Essays und Kurzgeschichten. Zu seinen Bansurischülern zählen G. S. Sachdev, Ronu Majumdar und Kerry Kriger.

## Filmkompositionen
- 1968: India ’67 (Regie: S. Sukhdev)
- 1969: Bhuvan Shome (Regie: Mrinal Sen)
- 1971: Interview (Regie: Mrinal Sen)
- 1971: Badnaam Basti (Die verrufene Straße, Regie: Prem Kapoor)
- 1972: Bansi Birju (Regie: Prakash Varma)
- 1972: Ek Adhuri Kahani (Eine unvollendete Geschichte, Regie: Mrinal Sen)
- 1978: Oka Oori Katha (Regie: Mrinal Sen)
- 1978: Anmol Tasveer (Regie: Satyen Bose)
- 1979: Cinema Cinema (Regie: Krishna Shah)
- 1982: Gandhi (Regie: Richard Attenborough)
- 2002: Bangali Babu (Regie: Anjan Choudhury)
- 2007: My Father: An Artist (Regie: Sanjay Kumar)

## Diskographie
- Authentic Flute Music of India
- Celestial Evenings
- Creative Music for Divya Sankeertan
- Destiny:  A Symphonic Fable
- Eternal Melodies
- Flute in Concert
- Greeting of the Dawn
- Masters of the Reed
- Myriad Melodies
- Pentatonic Melodies on the Flute
- Quintessential
- Raag Abhogi
- Raag Amritvarshini
- Raag Charukeshi
- Ravi Shankar Presents Native Flute Music of India
- Seasons
- Song of Nature: Twilight Tunes
- Spirit of India: Flute & Tabla
- Spirit of the Flute, Starlit Nights
- The Fantasy of Indian Drums
- Timeless
- Wings Over India